# Dresserus kannemeyeri
Dresserus kannemeyeri är en spindelart som beskrevs av Tucker 1920. Dresserus kannemeyeri ingår i släktet Dresserus och familjen sammetsspindlar. Inga underarter finns listade i Catalogue of Life.